# Mogadishu City Club
Mogadishu City Club – somalijski klub piłkarski, grający w pierwszej lidze somalijskiej, mający siedzibę  w mieście Mogadiszu.

## Sukcesy
- I liga[1]
  - mistrzostwo (8): 1999, 2006, 2009, 2010, 2014, 2016, 2020, 2025.

- Puchar Somalii[2]
  - zwycięstwo (3): 2001, 2007, 2018.

## Występy w afrykańskich pucharach
| Sezon     | Rozgrywki           | Runda   | Kraj   | Klub       | Dom | Wyjazd | Dwumecz |
| --------- | ------------------- | ------- | ------ | ---------- | --- | ------ | ------- |
| 2019/2020 | Puchar Konfederacji | wstępna |        | Malindi SC | 0–0 | 0–1    | 0–1     |
| 2020/2021 | Liga Mistrzów       | wstępna | Niger  | AS SONIDEP | 0–2 | 0–2    | 0–4     |
| 2021/2022 | Liga Mistrzów       | 1       | Rwanda | APR FC     | 0–0 | 1–2    | 1–2     |

## Stadion
Domowe mecze klub rozgrywa na stadionie o nazwie Stadion w Mogadiszu w Mogadiszu, który może pomieścić 65000 widzów.